# 非公然アジト
非公然アジト（ひこうぜんアジト）とは、対外的に公表していない拠点の一つ。対義語は公然拠点または公然アジト。主に過激派について用いられる。

## 概要
過激派は非公然活動家が中心となって、盗聴や住居侵入や窃盗などの非合法手段も含めた攻撃対象の調査、テロ事件・ゲリラ事件・内ゲバ事件等の破壊活動の計画や実行、火炎瓶や爆弾や迫撃弾といった武器の開発・製造、仲間である指名手配犯の逃亡支援・蔵匿といった犯罪行為を行っている。
非公然活動家は過激派が主催する集会・デモや機関紙に登場せず、普通の市民を装って偽名や他人名義で借り上げたアパートやマンションや一戸建てを拠点として生活しているが、このように非公然活動家の「隠れ家」にもなっている場所が非公然アジトである。
公安警察は過激派の非公然アジトを見つけ、摘発することがテロ事件・ゲリラ事件・内ゲバ事件等の破壊活動を未然に防ぐと考えている。公安警察は非公然アジトを見つけると、タイミングを見計らって強制捜査を行う。強制捜査の容疑にはテロ事件・ゲリラ事件といった重大事件で行う場合もあれば、非公然活動家が非公然アジトの賃貸契約等に偽名を使用した有印私文書偽造・同行使を名目にする場合もある。また、公安警察は非公然アジトに絡んで、賃貸契約等に偽名を使用した有印私文書偽造・同行使容疑や非公然アジトに居住しているのに公然拠点に住んでいるとする虚偽の住民移動票を役所に提出した公正証書原本不実記録・同供用容疑で非公然活動家を微罪逮捕して取り調べをすることがある。
公安警察は、一般市民にも非公然アジトに関する情報提供を呼び掛けている。非公然アジトと思われる点として以下の特徴をあげている。
- 出入りの際に周囲を気にしている
- 単独（または夫婦）で入居しているのに、人目につかない深夜や早朝に密かに複数の人が出入りしている
- 一日中カーテンを閉めて部屋の中が見えないようにしている
- カーテンの隙間から外を監視する者がいる
- ことさらに近隣の住民と接しないようにしている
- 来訪者に対して、玄関の外に出て対応したり、玄関に入れてもカーテン等で室内が見渡せないようにしている
- 洗濯物や布団等をあまり外に干さない
- ゴミはあまり出さない
- 中から薬品の臭いや金属音が聞こえる

なお、捜査の性質上「情報提供者に対する捜査結果についての連絡は原則としてしない」としている。